# Marija Janc
Marija Janc, slovenska ekonomistka in političarka, * 1956, Ljubljana.
Med 1. aprilom 1997 in 16. junijem 2000 je bil državni sekretar Republike Slovenije na Ministrstvu za finance Republike Slovenije.
Od 29. julija 2010 je generalna direktorica Direktorata za javno računovodstvo v Ministrstvu za finance.